# جودي هانس (أستراليا)
جودي هانس هي سياسية أسترالية. كانت عضوًا في حزب العمال في الجمعية التشريعية لأستراليا الغربية منذ انتخابات الولاية لعام 2021 ، ممثلة لكولي بريستون .
في فبراير 2020 تم اختيارها لتحل محل العضو المتقاعد ميك موراي . تلقت هانس في حملتها الانتخابية التوجيه من السياسية الفيكتورية ، كاتي هول ، من خلال القائمة الانتخابية EMILY's List Australia .

## روابط خارجية
- الموقع الرسمي

| Unrecognised parameter | Unrecognised parameter | Unrecognised parameter |
| ---------------------- | ---------------------- | ---------------------- |
| سبقه                   | '                      | الحالي                 |